# Le Village dans la brume
Pour plus de détails, voir Fiche technique et Distribution.
Le Village dans la brume (안개 마을, Angemaeul) est un film sud-coréen réalisé par Im Kwon-taek, sorti en 1983.

## Synopsis
Su-ok est une jeune institutrice envoyée enseigner dans un petit village isolé de montagne. Dans ce village, Kae-chul est un étranger, mais il est nourri et logé par les femmes du village.

## Fiche technique
- Titre : Le Village dans la brume
- Titre original : 안개 마을 (Angemaeul)
- Titre anglais : Village in the Mist
- Réalisation : Im Kwon-taek
- Scénario : Lee Mun-yeol et Song Kil-han
- Pays d'origine : Corée du Sud
- Format : Couleurs - 35 mm
- Genre : drame
- Durée : 91 minutes
- Date de sortie : 1983

## Distribution
- Jeong Yun-hie : Su-ok
- Ahn Sung-kee : Kae-chul
- Cho Nam-kyeoung :
- Choi Dong-joon :
- Jin Bong-jin :
- Jo Hak-sa :
- Jo In-seon :
- Ju Sang-ho :
- Kim Ji-yeong :
- Kim Ki-beom :